# Gösta Ekman Jr.
Gösta Ekman (Stockholm, 1939. július 28. – 2017. április 1.) svéd színész.

## Élete
A stockholmi születésű Ekman híres színészcsaládból származik, édesapja a híres színész-rendező Hasse Ekman, nagyapja pedig, aki után a nevét is kapta, a némafilmes korszak egyik ikonja, Gösta Ekman volt.
Pályafutását a színpadon kezdte, de később számos svéd filmben játszott, többek között a Svédországban nagy sikerrel vetített Jönssonligan című televíziós vígjátéksorozatban vagy a nemzetközi sikert is aratott Picasso kalandjai (1978) című filmben. Hírnevét is főleg a komédiai alakításainak köszönheti. Habár más téren is kipróbálta magát, például több filmben játszotta el Martin Beck rendőr szerepét.
Ugyan 2003-ban hivatalosan visszavonult a színészettől, később mégis két filmben is főszerepet játszott felesége, Marie-Louise Ekman oldalán: Asta Nilssons sällskap (2005), Pingvinresan (2005). 2007-ben pedig az ő rendezésében készült a Gäckanden című darab, melyet a Svéd Királyi Színházban adtak elő.

## Fordítás
- Ez a szócikk részben vagy egészben  a   Gösta_Ekman című angol Wikipédia-szócikk ezen változatának fordításán alapul.  Az eredeti cikk szerkesztőit annak laptörténete sorolja fel. Ez a jelzés csupán a megfogalmazás eredetét és a szerzői jogokat jelzi, nem szolgál a cikkben szereplő információk forrásmegjelöléseként.